# Harry Gordon Frankfurt

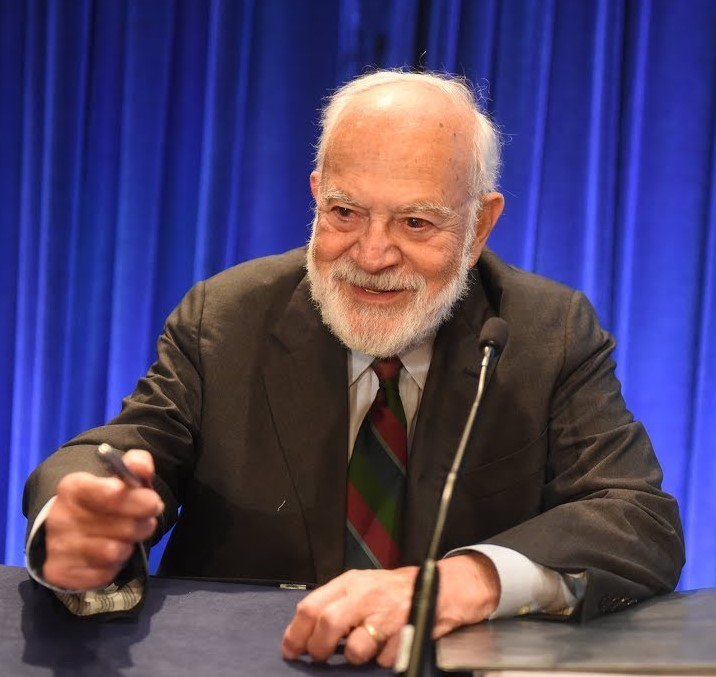
Harry Gordon Frankfurt (2017)

Harry Gordon Frankfurt (ur. 29 maja 1929 w Langhorne w Pensylwanii, zm. 16 lipca 2023 w Santa Monica) – amerykański filozof, emerytowany profesor Uniwersytetu w Princeton. Wcześniej wykładał na uniwersytetach Yale oraz Rockefellera.
W swojej pracy zajmował się przede wszystkim filozofią moralności i umysłu oraz siedemnastowiecznym racjonalizmem. Napisał także książkę na temat filozofii miłości udowadniając, że wyjątkowe dla człowieka nie jest ani myślenie, ani moralność, lecz umiejętność kochania.
Jego traktat On Bullshit (w Polsce: O wciskaniu kitu), napisany w 1986, został wydany w 2005 i przyniósł mu rozgłos na całym świecie. Książka, przetłumaczona na wiele języków, szybko stała się bestsellerem.

## Dzieła
Polskie przekłady
- Harry Gordon Frankfurt: O wciskaniu kitu. Tłum. Hanna Pustuła. Warszawa: Czuły Barbarzyńca Press, 2008. ISBN 978-83-60318-42-3. Brak numerów stron w książce
- Harry Frankfurt: Dlaczego kochamy?. Łódź: Wydawnictwo Uniwersytetu Łódzkiego, 2017, s. 154, seria: Kim jest człowiek?. ISBN 978-83-8088-045-0.